# José Perácio
José Perácio Berjun (* 2. November 1917 in Nova Lima; † 10. März 1977 in Rio de Janeiro) war ein brasilianischer Fußballspieler.

## Karriere
José Perácio startete seine Laufbahn beim Villa Nova AC aus seiner Heimatstadt. Er spielte hauptsächlich für zwei der vier großen Klubs aus Rio de Janeiro, den Botafogo FR und CR Flamengo. Für Flamengo soll er in 123 Spielen 97 Tore erzielt haben. Sein Spiel zeichnete sich dadurch aus, dass er mit beiden Füßen als schussstark galt.

## Nationalmannschaft
In der Nationalmannschaft kam Hércules in vier Spielen der Fußball-Weltmeisterschaft 1938 zum Einsatz. Weitere Einsätze bekam er bei der Copa Roca 1939 sowie beim Copa Río Branco 1940. Im Viertelfinalspiel gegen die Auswahl der Tschechoslowakei versuchte deren Torwart František Plánička, einen Schuss von Perácio zu halten. Durch die Stärke des Schusses geriet Plánička aus dem Gleichgewicht und prallte gegen den Pfosten. Dadurch brach dieser sich den linken Arm sowie das Schlüsselbein.

## Trivia
Perácio war Teil des Brasilianischen Expeditionskorps in Europa. Bei der Schlacht von Monte Castello war Perácio im Einsatz als Fahrer des Brigadegenerals Oswaldo Cordeiro de Farias.

## Erfolge
Vila Nova
- Staatsmeisterschaft von Minas Gerais: 1933, 1934, 1935
- Torneio Início de Minas Gerais: 1932, 1935

Flamengo
- Staatsmeisterschaft von Rio de Janeiro: 1942, 1943, 1944